# Stanisław Robenek
Stanisław Robenek (ur. 19 lipca 1938 w Rybniku, zm. przed 2015) – polski działacz partyjny i samorządowy, w latach 1980–1982 I sekretarz Komitetu Miejskiego PZPR w Wodzisławiu Śląskim, w latach 1982–1990 prezydent Wodzisławia Śląskiego.

## Życiorys
Syn Alfonsa i Jadwigi. W 1961 wstąpił do Polskiej Zjednoczonej Partii Robotniczej. W latach 1972–1975 był słuchaczem Wyższej Szkoły Nauk Społecznych przy KC PZPR, gdzie uzyskał tytuł magistra. W 1975 został sekretarzem ds. ekonomicznych Komitetu Miejskiego PZPR w Wodzisławiu Śląskim, natomiast od grudnia 1980 do października 1982 był I sekretarzem tegoż komitetu. Pomiędzy 1981 a 1986 należał do Komitetu Wojewódzkiego PZPR w Katowicach, zasiadał również w jego egzekutywie. W 1982 objął funkcję prezydenta Wodzisławia Śląskiego, zajmował ją do czerwca 1990, kiedy na stanowisku zastąpił go Henryk Lewandowski. W latach 1983–1989 kierował Towarzystwem Miłośników Ziemi Wodzisławskiej (Wodzisławia Śląskiego).